# Elizabeth Marks
Pour les articles homonymes, voir Marks.
Elizabeth Marks, née le 7 août 1990 à Prescott Valley (Arizona), est une nageuse handisport américaine concourant en S6 pour les athlètes ayant un usage limité de leurs membres inférieurs. Elle est double championne paralympique (2016, 2020) et une fois championne du monde (2019).

## Biographie
Elizabeth Marks est la fille de James Marks, un vétéran des United States Marine Corps ayant servi pendant la guerre du Viêt Nam. Elle-même rejoint l'United States Army en 2008 en tant que médecin de combat et pendant une de ses missions en Irak, elle est blessée au deux hanches simultanément. En 2017, après des années de douleurs chroniques, elle subit une amputation de sa jambe gauche sous le genou.
Toujours membre de l'armée américaine, elle a le grade de sergent de 1re classe.

## Palmarès

### Jeux paralympiques
| Discipline / Année       | Rio 2016 | Tokyo 2020 | Paris 2024 |
| 50 m nage libre          | —        | Argent     |            |
| 50 m papillon            | —        | Bronze     |            |
| 100 m brasse             | Or       | —          |            |
| 100 m dos                | 8e       | Or         |            |
| 200 m 4 nages            | —        | 4e         | Argent     |
| Relais 4 × 100 m 4 nages | Bronze   | —          |            |

### Championnats du monde
- Championnats du monde 2019 à Londres :
  -  100 m dos S6